# Furacão Fran
Fran foi um furacão ocorrido na Florida que chamou a atenção em 1996.
O ciclone tropical se formou como uma depressão tropical a sudeste de Cabo Verde em 23 de agosto. A depressão moveu-se para o oeste por vários dias até atingir o status de tempestade tropical no dia 27. O ciclone se moveu ao norte das Antilhas e no dia 4 de setembro estava a nordeste das Bahamas e se deslocando no sentido norte/noroeste como um furacão categoria 3 na escala Saffir-Simpson.
Fran tocou terra perto do cabo Fear, na Carolina do Norte, em 6 de setembro com vento contínuo de 180 km/h. O furacão provocou 26 mortes e prejuízos estimados à época de 3,2 bilhões de dólares, especialmente na Carolina do Norte. Dezenas de milhares de pessoas ficaram sem luz e o litoral da Carolina do Norte, além de suportar a destruição provocada pelo vento, enfrentou graves inundações.